# Cashel (circonscription britannique)
Pour les articles homonymes, voir Cashel.
Cashel est une circonscription électorale du Royaume-Uni de Grande-Bretagne et d'Irlande, de 1801 à 1870.